# Запоріжжє
«Запоріжжє» — україномовне громадсько-політичне видання Катеринослава, яке за задумом повинно було стати щотижневиком. Однак 23 лютого 1906 року вийшов перший і єдиний номер газети (українською мовою), опісля чого видання було конфісковане і заборонене через радикальне засудження політики самодержавства у низці уміщених в номері статей та публікацію там деяких цензурованих віршів Тараса Григоровича Шевченка (зокрема уривки з вірша «Розрита могила»).
Відповідальним редактором першого і єдиного випуска виступив Дмитро Яворницький, а видавцем — Володимир Хрінников. Вважається, що іншим редактором міг бути також адвокат Микола Міхновський.